# Mulleripicus fuliginosus
Mulleripicus fuliginosus là một loài chim trong họ Picidae.